# Locheria heterophylla
Locheria heterophylla là một loài thực vật có hoa trong họ Tai voi. Loài này được (Mart.) Oerst. mô tả khoa học đầu tiên năm 1858.